# Lithocarpus hallieri
Lithocarpus hallieri är en bokväxtart som först beskrevs av Karl Otto von Seemen, och fick sitt nu gällande namn av Aimée Antoinette Camus. Lithocarpus hallieri ingår i släktet Lithocarpus och familjen bokväxter. Inga underarter finns listade.